# 陰皇后 (漢和帝)
陰皇后（いんこうごう）は、後漢の和帝の最初の皇后で廃后。南陽郡新野県の人。曾祖父は光武帝の皇后陰麗華の兄の陰識。父は陰綱。弟は陰軼・陰輔・陰敞。

## 生涯
聡明で書道に長じた。13歳で選を経て和帝の後宮に入り、陰氏の一族の関係のため貴人となる。和帝は陰貴人を寵愛しており、永元8年（96年）に皇后に立てられた。
しかしその後和帝の寵愛は貴人の鄧綏に移って陰皇后への寵愛は衰えた。陰皇后は怨恨を抱くようになり、鄧綏に対して呪術を行っていた。永元14年（102年）に外祖母の鄧朱とともに妖術を使うことという嫌疑を告発され、廃位されて桐宮に移り住んだ。父は自殺し、弟と鄧朱らも日南郡への流罪となった。
永元15年（103年）、失意のうちに死去した。臨平亭に葬られた。